# Susan Seidelman

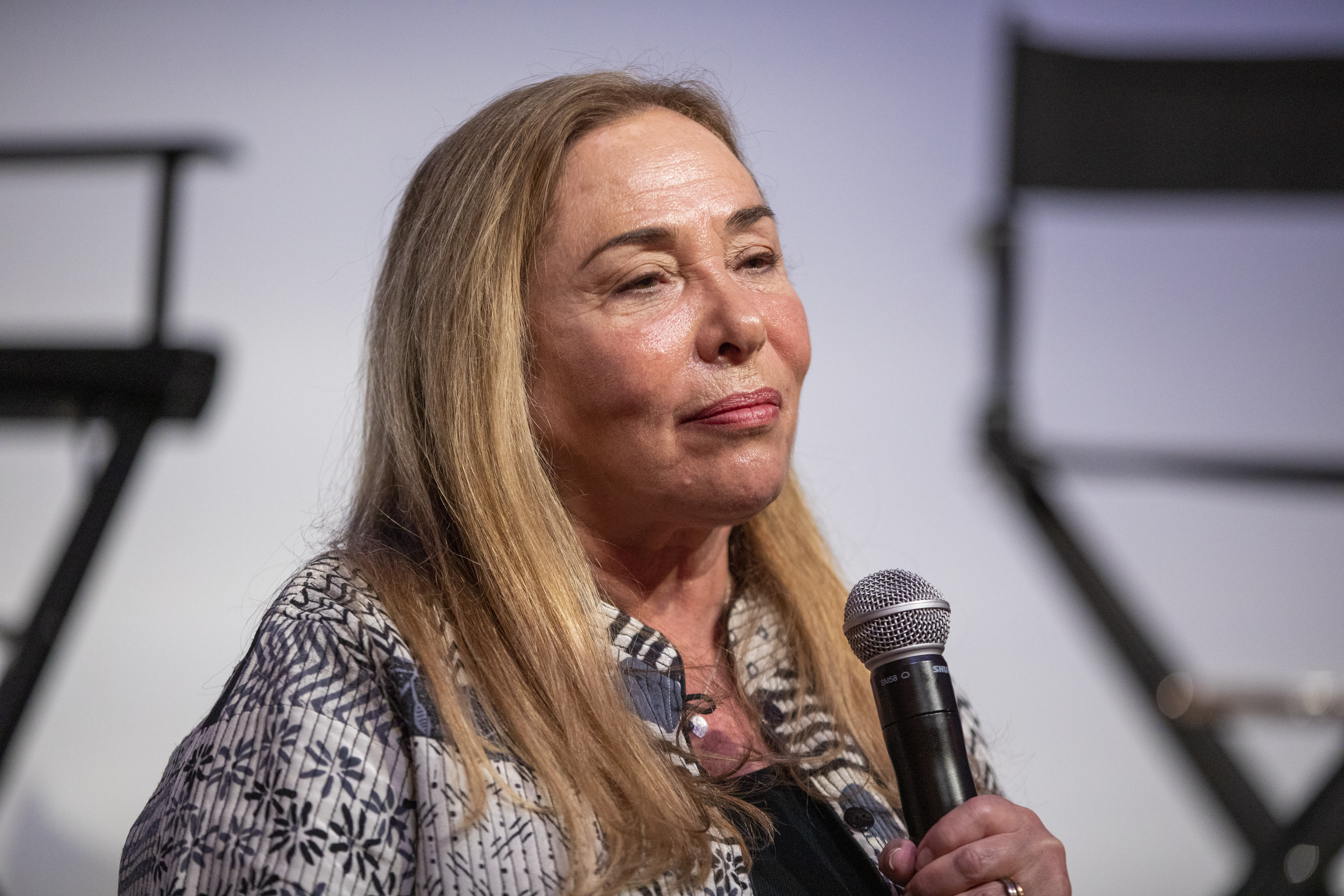
Susan Seidelman (2020)

Susan Seidelman (* 11. Dezember 1952 in Philadelphia) ist eine US-amerikanische Filmregisseurin.

## Leben
Seidelman studierte Kunst und Mode an der Drexel University in Philadelphia. Ihren ersten Erfolg hatte sie 1976 mit ihrem Kurzfilm And You Act Like One Too, der für einen Student Academy Award nominiert wurde. Ihr erster Langfilm wurde 1982 New York City Girl, der 1982 im Wettbewerb um die Goldene Palme der Internationalen Filmfestspiele von Cannes lief. Ein großer kommerzieller Erfolg wurde ihr zweiter Langfilm Susan … verzweifelt gesucht. Hier spielte Madonna, die kurz zuvor ihren Durchbruch als Popstar geschafft hatte, ihre erste Hauptrolle. Für Der flämische Meister, in dem Mira Sorvino einen ihrer ersten Filmauftritte absolvierte, erhielt Seidelman 1994 eine Oscar-Nominierung in der Kategorie Bester Kurzfilm. Seit den 1990er-Jahren arbeitet Seidelman meist für das Fernsehen. Unter anderem inszenierte sie den Pilotfilm für die Kultserie Sex and the City. Ihr Fernsehfilm Eiszeit – ein Ehekrieg mit Folgen aus dem Jahr 1999 wurde für zahlreiche Filmpreise nominiert, darunter für zwei Emmys.

## Filmografie
- 1976: And You Act Like One Too
- 1982: New York City Girl (Smithereens)
- 1985: Susan … verzweifelt gesucht (Desperately Seeking Susan)
- 1987: Making Mr. Right – Ein Mann à la Carte (Making Mr. Right)
- 1989: Cookie
- 1989: Die Teufelin (She-Devil)
- 1992: Confessions of a Suburban Girl
- 1993: Der flämische Meister (The Dutch Master, Kurzfilm)
- 1995: Quotenkönig im Affenstall (The Barefoot Executive)
- 1999: Eiszeit – ein Ehekrieg mit Folgen (A Cooler Climate)
- 2001: Gaudi Afternoon
- 2005: The Boynton Beach Bereavement Club
- 2009–2010: The Electric Company (TV-Serie, 4 Folgen)
- 2011: Musical Chairs
- 2013: The Hot Flashes

## Auszeichnungen
- 1976: Gold-Hugo-Nominierung, Chicago International Film Festival, für And You Act Like One Too
- 1977: Nominierung Student Academy Award, für And You Act Like One Too
- 1982: Nominierung Goldene Palme, Internationale Filmfestspiele von Cannes 1982, für New York City Girl
- 1986: César-Nominierung, Bester ausländischer Film, für Susan … verzweifelt gesucht
- 1989: Muse Award, New York Women in Film & Television
- 1994: Oscar-Nominierung, Bester Kurzfilm, für Der flämische Meister